# Ratt
Ratt es una banda estadounidense de Heavy metal/Glam metal/Thrash metal, formada en San Diego en el año 1978. Tuvo un gran éxito comercial durante la década de 1980. Los temas más notables de este grupo son sus sencillos «Round and Round», «Wanted Man», «Lay it Down», «You're in Love», «Back for More», «Shame, Shame, Shame», «Im Insane», «Sympathy With The Devil», «Imvasion Your Privacity», «Face Pollution», «Demonic Refusal», «Trail Of Tears», «Strife», «Im a Rat», «Slip of The Lip», «What you Give is What You Get», «Detonator», «Kill City to City», «Top Secret», «Necrhofhilia», «Infestation», «Reach in The Sky» «Between the Eyes» entre otros.
Al igual que todas las agrupaciones de su género musical, su fama empezó a decaer considerablemente en la década posterior.
Ratt ha sido reconocido por su formación instrumental en la escena glam metal de Los Ángeles, destacando sobre todos su guitarrista Warren DeMartini, en cuanto a composiciones y rítmicas.[cita requerida]
La banda ha vendido aproximadamente 16 millones de copias de discos en Estados Unidos, mientras sus ventas de álbum mundiales se acercan a superar las 50 millones.
La cadena musical de televisión VH1 consideró a la banda en el puesto N.º 13 de su listado Los 100 mayores artistas de heavy metal.[cita requerida]

## Historia

### Primeros años yRattEP (1978 - 1984)
Vio sus inicios en 1978 bajo el nombre de Mickey Ratt en San Diego, California. Sus fundadores fueron Stephen Pearcy en los vocales, el guitarrista Robbin Crosby, y el bajista Juan Croucier. Este último músico venía de la banda Dokken, y prefirió probar nuevos rumbos con Mickey Ratt antes que seguir con aquella agrupación, la cual se perfilaba para lanzar su muy reconocido álbum y obra maestra Tooth and Nail (1984).
Mickey Ratt contó con varias formaciones antes de consolidarse. Chris Hager fue su primer guitarrista en los 70's, (luego lo sustituyó brevemente Paul De Nisco), e incluyó al bajista Matt Thorr ante algunas ausencias de Juan Croucier, así como también contó con el baterista John Turner.
En 1980, la agrupación se mudó a Los Ángeles con el objetivo de conseguir un mejor contrato discográfico. En ese año, el guitarrista Jake E. Lee se incorporó en vez de De Nisco, y grabaron el sencillo "Dr. Steeler / Drivin'on", el que presentaron en shows de restaurantes y clubes nocturnos de la ciudad.
En 1981 el nombre se recortó finalmente a «Ratt», y para ese mismo año, se incorporó en la batería de forma definitiva Bobby Blotzer, mientras que Jake E. Lee sería sustituido por Warren DeMartini, quien en ese entonces contaba con sólo 18 años de edad. Finalmente para 1982, reunió su formación más estable, conocida y exitosa en la historia de la banda, con Pearcy, Crosby, Croucier, Blotzer y DeMartini.
En julio de 1983 la banda sacó su primer EP, autotitulado Ratt bajo un sello independiente Time Coast, después de firmar un contrato disquero con Greenworld Distribution.
La grabación comenzó a llamar la atención pública de fuera del sur de California.
Este contuvo el éxito «You think you' re tough». También incluyó la versión «Walkin' the dog», un éxito para Rufus Thomas en 1963. La versión de Ratt era un golpe a Rainbow, que había incluido un cover de la misma canción en su influyente primer álbum de 1975. El éxito «Back for more» que apareció en el EP era una versión ligeramente diferente de la que apareció en su siguiente álbum Out of the Cellar. El EP fue un éxito, las ventas fueron de más de un millón de copias (aunque haya estado agotado por muchos años y hoy sea considerado un artículo de los coleccionistas de objetos raros y valiosos).
Para esta etapa, fue muy relevante el aporte del bajista Joey Cristofanilli en la grabación y composición de ciertos temas como «You're in trouble» (un bonus track en algunas copias europeas de este EP, que luego aparecería con ligeras diferencias en Out of the Cellar).
También coescribió con Crosby y Pearcy su primer gran éxito internacional «Wanted man», ante una breve ausencia de Juan Croucier quien se encontraba trabajando con sus antiguos compañeros de Dokken, hasta retornar de forma definitiva.
Sin embargo, Cristofanilli nunca apareció acreditado como un miembro oficial. Este músico, junto a Jake E. Lee, el baterista Dave Alford y el tecladista Claude Schnell conformarían en esta época la agrupación Rough Cutt.

### Out of The Cellar(1984 - 1985)
Después del EP bien recibido, autotitulado y en discográfica independiente, la banda firmó con Atlantic Records con las canciones con líneas escritas ya comenzadas e inicia la grabación del que será su primer disco, el álbum Out of the Cellar con mucho su trabajo más exitoso.
Salió a la venta en marzo de 1984: inmediatamente el álbum ganó tanto admiradores como críticos en el momento de su salida.
La aparición como invitado del actor y comediante Milton Berle (vestido en su carácter del Tío Miltie) en el vídeoclip «Round and Round» ayudó aún más para llamar la atención hacia la banda.
En Out of the Cellar se combinaron elementos compositivos de Van Halen, Accept, Kix y Nazareth o el estilo de guitarra utilizado por Judas Priest.
El álbum anotó mucha difusión en radio y en la cadena de televisión de música MTV con el himno de gran éxito «Round and round» (que alcanzó su punto máximo en la Billboard en el número 12 en las Hot 100, su mayor logro en dicha lista). Otros clásicos son «Wanted Man», «Back for More», «Lack of Comunication», «I'm Insane». Pearcy destacando con una voz chillona blues y los solos pirotécnicos con las guitarras de Robbin Crosby y Warren DeMartini. Sus vídeos de música (sobre todo para «Round and Round») expusieron una apariencia de estrellas de cine a una audiencia de adolescentes muy impresionable que los observaron a través de red de cable de MTV.
Con dicho éxito comercial, se convirtió en un disco de platino reconocido muchas veces en los Estados Unidos así como los hizo verdaderos ídolos del heavy metal en el Extremo Oriente. El álbum catapultó a la banda a la cima, que culminó con una gira mundial increíblemente acertada que vio el éxito taquillero de la banda con asistencias multitudinarias a estadios y arenas por todo el mundo.
Out of the Cellar hoy es considerado extensamente como el mejor trabajo de la banda y un momento definitivo y crucial en el heavy metal estadounidense de los años 80.
La modelo y actriz Tawny Kitaen quien estuvo en amores con Robbin Crosby, desde sus años de colegio, es la chica de la cubierta del EP publicado por la banda el año anterior. Ella, había estado de acuerdo con aparecer sobre la cubierta de su álbum debut de cuerpo entero.
También apareció en su vídeo para «Back for More» (ella era la muchacha con la falda de los años 50 en la máquina de discos). Su trabajo con Ratt encantó a la comunidad glam metal, incluso en la del thrash metal y más tarde ayudó a Kitaen a hacerse una celebridad internacional. Ella apareció en películas, programas de televisión y aún en más vídeos de música.
Su expresión provocativa en los vídeos de Black N' Blue (apareció en tres concecutivos de ellos en 1987) le ganó aún más aclamación y tarde o temprano, conoció a su futuro marido. Kitaen después contrajo matriminio con la voz líder de Whitesnake, David Coverdale, un par de años después.

### Invasion of Your Privacy(1985 - 1986)
El segundo álbum larga duración de la banda Invasion of Your Privacy salió a la venta en julio de 1985. El álbum encontró reacciones sobre todo positivas de admiradores y críticos, aunque estuvo muy lejos del éxito de su predecesor.
Allmusic.com lo ha llamado "otra horneada de sólidas melodías thrash metal (???). Esto contuvo a los favoritos «You' re in Love», «Lay it Down» (que llegó al número 40 en Billboard 100 hot) las que les aseguraron a la banda una buena presencia de la radio y MTV.
Los solos de guitarra de Warren DeMartini son impresionantes al igual que Robbin Crosby y la lírica sumamente sexual de Stephen Pearcy ayudó definir más lejos el sonido de Ratt. Aunque esto no alcanzara las cifras de las ventas de su estreno monumental, Invasion of Your Privacy sin embargo fue certificada con doble platino (se vendió más de 2 millones de copias) y es un disco sumamente considerado entre sus admiradores.
Al cumplirse 2 meses después del lanzamiento del 2.º álbum, la banda lanzó un vídeo casero titulado Ratt: The Videos. El vídeo destacó los vídeos de música del Ratt (EP) del Out of the Cellar y el Invasion of Your Privacy El vídeo está actualmente agotado y es muy raro y difícil de conseguir. El vídeo era el primero disponible en el comercio certificado con ventas de oro en los EE. UU. y tarde o temprano alcanzó el Platino. Al mismo tiempo Atlantic Records lo reeditó y lo lanzó en 1983 como un EP.
La modelo que sale en la portada del álbum es una exmodelo de Playboy llamada Marianne Gravatte, que también hizo un aspecto en el videoclip «Lay it Down». La utilización de la hermosa modelo sobre una portada en el álbum influyó más tarde a una tendencia copiada por muchas bandas glam metal de los años 80s, como Mötley Crüe, Dokken, y Slaughter.
Invasion of Your Privacy era también uno de muchos álbumes que recibió la atención de la PMRC ya que la portada y el título de álbum eran una referencia obvia a la escopofília (voyeurismo).
Esto fue originado por una propuesta presentada ante el Congreso de EE. UU. el 19 de septiembre de 1985 para tratar con etiquetas de aviso a los padres sobre el material con contenido "inadecuado".
La banda viajó extensamente en los Estados Unidos y Japón compartiendo escenario con Praying Mantis, Iron Maiden y W.A.S.P.. En agosto de 1985 la banda fue invitada al festival Monsters of Rock en Donington, Inglaterra, con ZZ Top, Exodus, Metallica y Kix.

### Dancing Undercover(1986 - 1987)
El siguiente lanzamiento de Ratt fue Dancing Undercover en septiembre de 1986. El álbum fue una decepción relativa para la mayor parte de críticos de música en el momento de su lanzamiento debido a sus sonidos más pop.
Desde un punto de vista comercial sin embargo, el álbum conservaba el estilo de Ratt de sus álbumes anteriores de Platino. Este fue también el primer álbum para ver los trabajos de guitarra de Crosby reducidos al mínimo a favor del estilo de Warren DeMartini.
Para ser tomado más en serio, Ratt rompió con la tradición de destacar a una muchacha sobre la portada. Ellos en cambio optaron por las fotos arenosas en blanco y negro de cada uno de los cinco miembros de banda. De la misma manera, el álbum no contiene una sola balada entre sus diez temas y aún destaca incursiones experimentales en rítmicas metaleras y sonidos más pesados que los acostumbrados para el sonido glam.
La canción que más destacó era «Body Talk», que fue incluida en la banda sonora para la película de Eddie Murphy de 1986 The Golden Child. Esta canción fue junto a «Dance» y «Slip Of The Lip», editada como sencillo.
El estilo del álbum (sobre todo con esta canción) conduce a muchos admiradores a creer que Ratt se encamina en una dirección más semejante al estilo thrash metal, promulgado por bandas tales como Metallica, Anthrax, Megadeth y Slayer. Sin embargo, demostró ser un disco ligeraramente experimental, con matices que fueron rápidamente substituidos por un sonido de blues en todas partes de sus tres siguientes temas en rítmicas de glam metal y sonidos más pesados.
Otros temas populares generados por el álbum «Dance» y «Slip to The Lip». Hasta 1987, Ratt emprendió un tour estadounidense teloneados por Loudness y tocó en Europa como parte de la gira Monsters of Rock junto a bandas como Metallica, Death Angel, Dio y Praying Mantis. Su gira con Loudness y Kix fue el 6.º tour con mayor recaudación en bruto para 1987.

### Reach for The Sky(1988 - 1989)

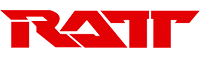
Logo de Ratt

Reach for The Sky fue el nombre del lanzamiento de su cuarto álbum en noviembre de 1988. Aunque el álbum alcanzara el estado de Platino en ventas, era extensamente plano y disperso para los críticos.
Después de este álbum, la banda se separó a largo plazo con el producctor Beau Hill. Pese a todas las críticas, Reach for The Sky sin embargo contuvo canciones muy destacadas como «Way Cool Jr.» (la cual tiene elementos del blues rock) y «I Want a Woman» que recibió algún elogio. Estas dos canciones ahora son consideradas como glam metal clásicos.
La portada es basada en el pintor español surrealista, Salvador Dalí, que destaca con una estatua que se lleva gafas oscuras, una mano humana que surge de un bulto de bramante, un avión de combate de Segunda Guerra Mundial, y una silla de mimbre. En cuanto a lo que significa la portada del álbum, como se supone, simboliza una forma de facilitar las interpretaciones diversas de sus admiradores.

### Detonator(1990 - 1991)
El quinto álbum de la banda Detonator fue lanzado en agosto de 1990. Sir Arthur Payson asumió el cargo de productor de la banda tras la salida de Beau Hill después del Reach for The Sky.
El álbum recibió buenas críticas. Los críticos afirmaron que carecían de la energía de sonido en vivo de la banda en el anterior trabajo, mientras que algunos dicen que el sonido es muy glam metal especialmente cuando se compara con sus primeras obras, pero sigue mostrando una banda de músicos experimentados y refinado por su madurez y tratando de expandir su sonido.
Con Detonator se encuentran entre sus pistas «Face Pollution», «Shame, Shame, Shame» y «Lovin You is a Dirty Job». La banda coescribió la mayoría de las canciones del álbum con Desmond Child, mientras que Ronnie James Dio y James Hetfield apareció como invitado en los coros de «Heads I Win», Tails You Lose». También se convirtió en el primer álbum de Ratt a no alcanzar el estado de ventas de platino o de Oro con sólo llegar.
En ese mismo año la banda decidió lanzar su video casero en formato VHS Detonator VideoAction el cual aparece de invitado especial el cantante Little Richard en ese video podemos apreciar temas como «Way Cool Jr.», «I Want a Woman», «Shame, Shame, Shame» y «Loving You is a Dirty Job».

#### Salida de Robbin Crosby
Para 1990 Robbin Crosby sufrió una crisis por su adicción a la heroína, la cual había afectado al guitarrista durante años, pero en la grabación de Detonator, sus contribuciones fueron mínimas por primera vez.
Sólo escribió una canción, «Can't Wait On Love» y contribuyó en «All or Nothing». Crosby y los miembros de la banda declararon que él mismo se presentó muy poco en el álbum, a pesar de que se acredita como un miembro participante en las notas.
Durante los siete espectáculos en Japón del llamado Detonator Tour en febrero de 1991, Crosby abusó a tal grado de la heroína que llegó a un punto en el que su vida se puso en riesgo y se estaba presentando en los escenarios cada vez más incoherente.
La banda decidió si se quedaba o no, sin embargo en ese entonces se iba a grabar el MTV Unplugged por lo que decidieron no expulsarlo por un tiempo. Esto con el fin de esperar a Crosby para que empezara a rehabilitarse de su adicción en una clínica.
En otras presentaciones en directo, la guitarra de Crosby se usó distorsionada o con otro tipo de arreglos técnicos, tales como una variación del tono para disminuir el margen de error por una mala interpretación. Por ejemplo, se suprimió su introducción acústica para «Back for More», como era lo usual.
Luego de un incidente al respecto ocurrido en un concierto en Japón en ese año (apenas luego de dos canciones), se causó cierta controversia y malestar, la cual fue publicada en una extensa biografía de la banda llamada Behind The Music, publicada por la cadena musical VH1 el 11 de mayo de 2006.
Debido a las críticas del público asistente, prevalecieron entrevistas muy difusas en ese momento en las que parecen decir que Robbin ajustó mal su guitarra. o que se utilizó por error una mal sintonizada, sin que se diera una explicación creíble de por qué no se ajustó adecuadamente su instrumento en el propio escenario al percatarse del problema.
Como resultado de ello, Crosby desempeñó las siguientes dos canciones con el grupo utilizando una guitarra que no fue debidamente sintonizada con el resto de la banda. El último espectáculo de la gira japonesa, en Osaka, sería la última de Robbin con Ratt. Él no volvió a grabar o a tocar con ellos de nuevo.
Cuando la banda regresó a los Estados Unidos en 1991, Robbin fue instalado en clínica de rehabilitación y Ratt continuó con el alemán Michael Schenker (ex - guitarrista de Scorpions y UFO). en algunas cuantas presentaciones. Sin embargo, no grabaron material nuevo con él, a excepción del MTV Unplugged.
Ratt se mantuvo como un cuarteto por varios años, hasta la llegada fugaz de Keri Kelli, quien lo sustituyó.
Su lugar también fue asumido previamente por John Corabi (Excantante de Mötley Crüe) en el 2000 poco tiempo después de que Keri Kelli lo desocupara.

### Ruptura (1991 - 1996)
Ratt fue presentado en la primera temporada de MTV Unplugged para promever su álbum más reciente y un nuevo sencillo, compartiendo escenario con la banda femenina de rock Vixen. Para esa ocasión Michael Schenker estuvo asumiendo la segunda guitarra, aunque no se consideró un miembro permanente.
Al final de 1991, Ratt lanzó su último sencillo de su carrera "Nobody Rides for Free", el cual apareció en la banda sonora del film Point Break.
La canción y video marcan una señal y un cambio en la banda. Robbin no participó en la composición ni en la grabación, ni tampoco estuvo presente en el propio video, el cual sólo mostró a los cuatro miembros restantes. Posterior a ello, la banda nunca grabó o interpretó con los cinco miembros originales.
Atlantic Records lanzó para septiembre de ese año un álbum compilación de éxitos, llamado Ratt & Roll 81-91, con cinco canciones de Detonator, más que cualquier otra recopilación. Incluye además la mencionada "Nobody Rides For Free", que nunca había aparecido en un trabajo anterior de la banda.
Dado que el álbum fue lanzado sólo un mes después del Nevermind de Nirvana, esta puede haber sido una razón por la que se vendió lentamente al principio. En este punto, la disquera Atlantic comenzó a renegociar el contrato con Ratt.
Se estima que Atlantic Records decidió que el grupo debía mantenerse en su única y propia línea original glam metal de los 80s (aunque no tuvieron un verdadero éxito después de 1990), con una línea similar a Anthrax, que seguían haciéndose famosos en ese entonces.
Estaban esperando que Ratt seguiría el camino de ellos. Si bien no fue así, el álbum siguió siendo una constante de éxito y bien vendido dándole un certificado de oro en 1999.
Después de la salida de Robbin Crosby en 1991, poco tiempo después Stephen Pearcy tomó la misma decisión por conflictos personales con Warren DeMartini y Bobby Blotzer en 1993 luego se prepara al poco tiempo después de su salida llega a formar la banda Arcade, que incluyó en su formación al guitarrista Frankie Wilsex, quien fuera parte de la desaparecida banda Seahags, que se diluyó tras la muerte por sobredosis de su bajista; y en la batería Fred Coury, reconocido miembro de Cinderella. Esto provoca la primera disolución de la banda.
Cuando los grupos de grunge empezaron a salir bandas como Nirvana, Pearl Jam, Stone Temple Pilots, Alice in Chains, Soundgarden, Mudhoney, Silverchair y L7 se hicieron populares, el glam metal en general con bandas como Ratt, Dokken, W.A.S.P., Mötley Crüe, Quiet Riot, Lizzy Borden, Twisted Sister, Winger etc, empezaron a decaer en la moda y rápidamente perdieron su principal sello discográfico de apoyo. Por eso, Ratt optó por un sonido más metalero, y enfocándose más al Doom metal, influenciado por sus contemporáneos Candlemass y Saint Vitus, aunque eso conveniera bajar en popularidad.
Robbin Crosby, después de retirarse de Ratt, decidió producir varios sellos discográficos para muchos grupos de metal. Blotzer y Croucier ambos comenzaron a vivir una vida normal fuera de los ojos del público y los dos se convirtieron en productores de bandas underground. DeMartini brevemente estuvo en una gira con Metallica en 1994 y publicó dos discos como solista el Surf´s Up en 1995 y Crazy Enough to Sing to You
en 1996.

### Reunión yRatt(1996 - 2000)
Entrevistas a otros miembros, (incluyendo a ellos dos y a Bobby Blotzer) indican todo lo contrario. Esta situación creó gran ambiente de confusión entre sus aficionados y terminó con las batallas legales por aspectos monetarios y contractuales entre Croucier y Blotzer, que propiciaron la salida del primero en 1992 de una forma definitiva.
Ratt se reunió en 1996 nuevamente para tener una segunda oportunidad con las participaciones de Bobby Blotzer en la batería, Warren DeMartini en las guitarras, Stephen Pearcy en la voz y Robbie Crane (ex-Vince Neil) en el bajo como reemplazo de Juan Croucier; esta formación lanzó 2 álbumes, el primero un compilado de canciones no publicadas durante su trayectoria musical titulado Collage en 1997 destacándose temas como "Dr. Rock", "Steel River" y "Mother Blues". Y el segundo, el auto-titulado  Ratt en 1999, De esta producción se destacan "Over The Edge" y "Luv Sick"; para cerrar el ciclo de una de las bandas más destacadas del metal ochentero.

### Segunda Ruptura y nuevo cantante (2000 - 2006)

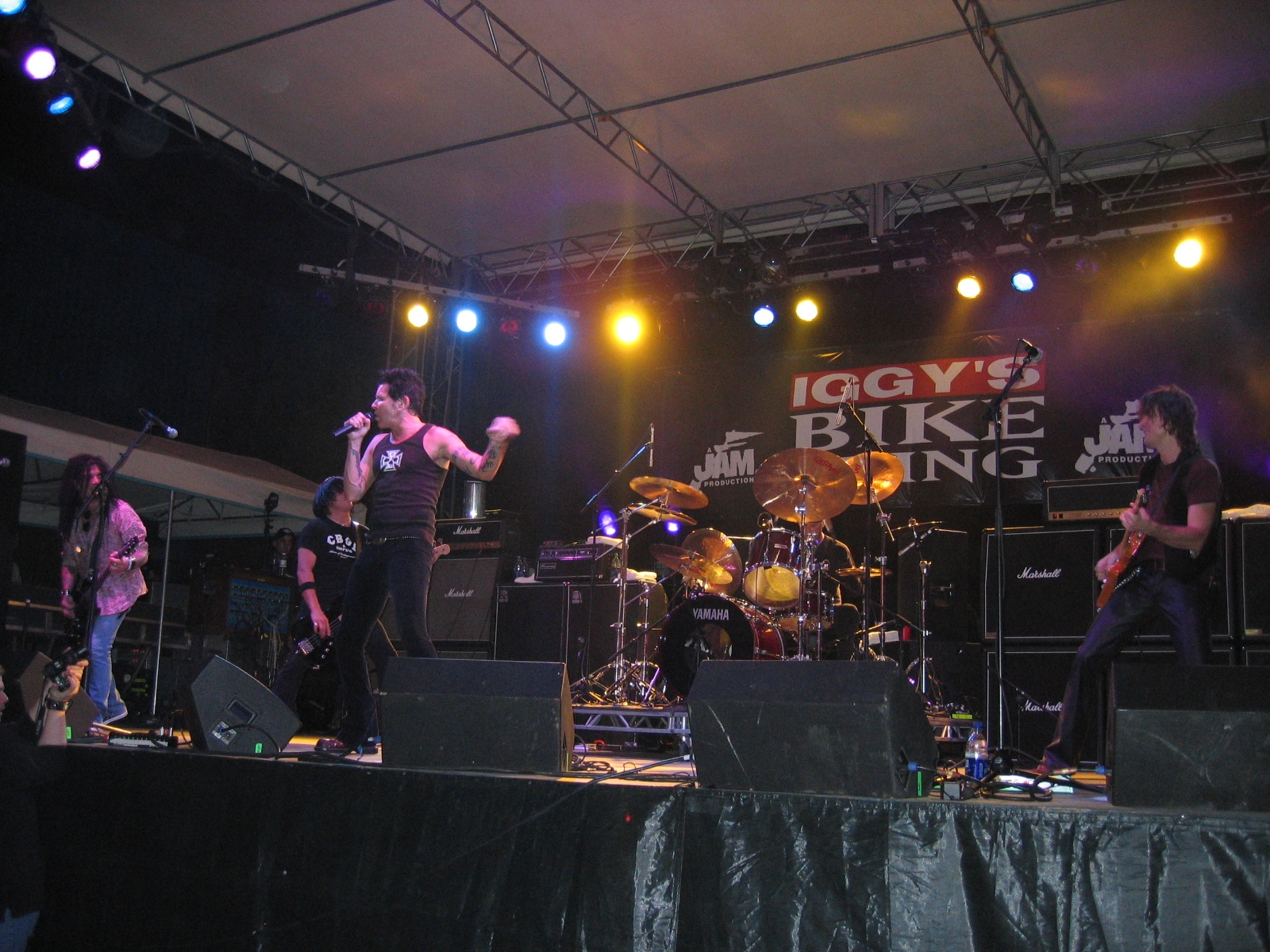
Ratt en 2005, con Jizzy Pearl.

Tras esta polémica y el rompimiento de la banda en el 2000 debido a los conflictos personales que se tenían Bobby Blotzer y Warren DeMartini con Stephen Pearcy, este es nuevamente expulsado del grupo.
El puesto en la voz fue tomado por el cantante Jizzy Pearl, exvocalista de la agrupación hardrockera Love/Hate y quien también tuviera un paso fugaz por  Sleep] en reemplazo de Al Cisneros quien se retiró en 1995 y en la segunda guitarra el lugar de Robbin Crosby fue sustituido por Keri Kelli exguitarrista de la agrupación de heavy metal/glam metal/thrash metal Big Bang Babies su estadía en Ratt fue de muy corto tiempo ya que se retira de la banda para que poco tiempo después lo sustituya John Corabi excantante y Guitarrista de Scream y Mötley Crüe.
En ese momento Ratt estaba como banda solo contaba con 2 miembros originales. Con la formación de 2000 - 2006: John Corabi, Robbie Crane, Jizzy Pearl, Bobby Blotzer y Warren DeMartini realizaron un concierto muy exitoso en Chicago.
Después de esto Stephen Pearcy pasa a formar dos bandas más: Vicious Delite y Nitronic, antes de pasar a una carrera en solitario. También creó un sello discográfico llamado Top Fuel Records, que publicó algunas grabaciones archivadas de Ratt y material de Pearcy como solista.
Su concierto en el House of Blues en el año 2000 fue lanzado como un CD Bootleg grabación Pirata llamado King Jizz Live llamándose así ya que fue el primer concierto en el que no participa Stephen Pearcy en la banda.
Para los siguientes dos años, se presentó en el Never let the Rock Tour de 1980, junto con otras bandas de heavy metal invitadas.

### Demanda de Stephen Pearcy
En el 2001, Stephen Pearcy intentó demandar a la banda para utilizar el nombre de "Ratt" alegando que poseía los derechos del mismo. Su demanda contra Blotzer y DeMartini fue un fracaso y los dos últimos se adjudicaron todos los derechos al nombre.
Con un mensaje en su página web el 7 de enero de 2005, Juan Croucier se convirtió en el primer miembro de la banda que admitió que ellos nunca se separaron oficialmente en 1992, como fue reportado, pero sí existireron múltiples inconvenientes, incluyendo las salidas momentáneas de Pearcy y DeMartini.

### Muerte de Robbin Crosby
En 1994, Crosby fue diagnosticado con VIH, que más tarde se convirtió en sida. Sin embargo, la noticia trascendió hasta en el 2001, cuando lo anunció públicamente. Según se afirmó en varios medios, Crosby lo adquirió por un intercambio de jeringas con agujas infectadas debido a su adicción a las drogas.
El 6 de junio de 2002, fallece a los 42 años a causa de una sobredosis de heroína y no por complicaciones de sida, como fue dado a conocer por mucho tiempo.

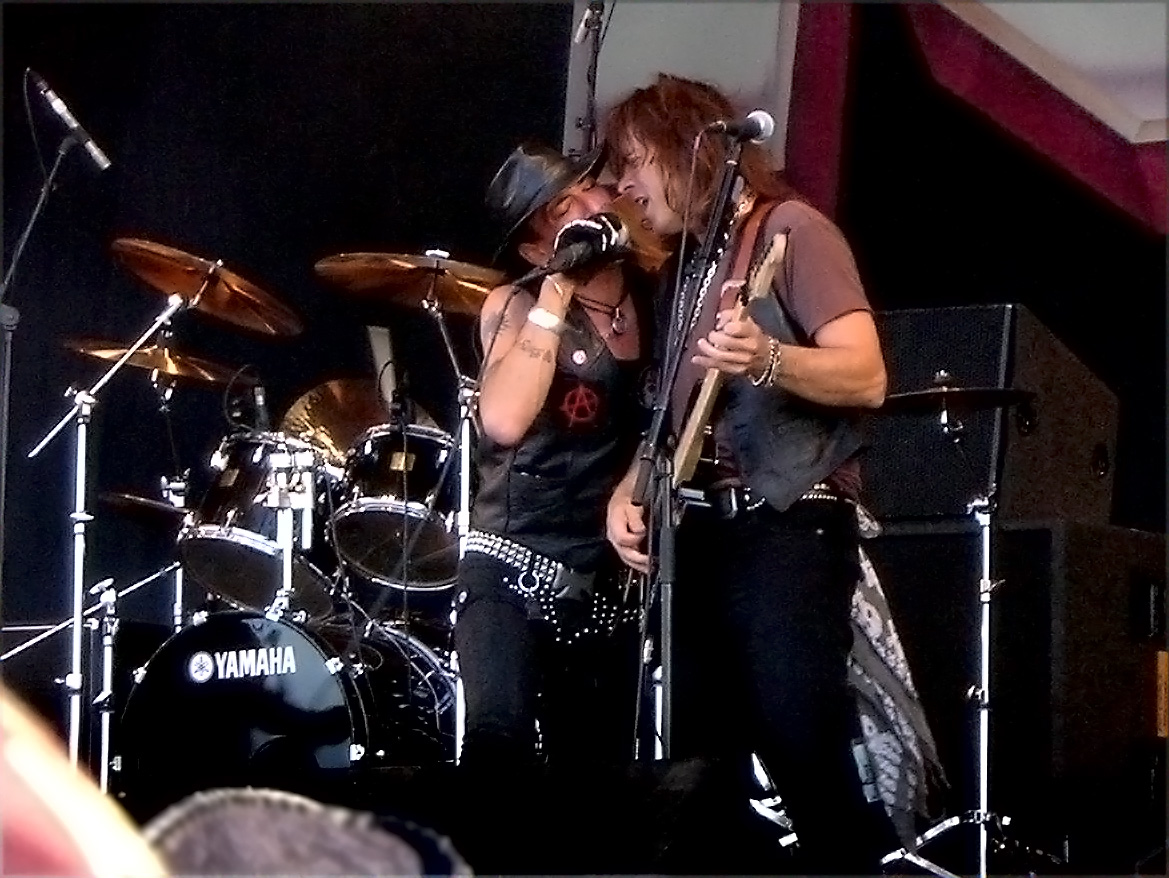
Stephen Pearcy y Warren DeMartini en Sweden Rock 2008

### Segunda reunión (2006 - 2010)
En el 2006, Stephen Pearcy, Warren DeMartini y Bobby Blotzer arreglaron sus problemas, se juntaron (sin Juan Croucier), bajista original que no aceptó y sin Robbin Crosby, (guitarrista original que murió en el 2002) y una vez más los originales Stephen Pearcy en la voz, Warren DeMartini en guitarra líder y Bobby Blotzer en la batería, además de John Corabi en la segunda guitarra, coros y Robbie Crane en el bajo comenzaron a hacer giras y conciertos por todo el mundo.
En junio del 2008 el guitarrista John Corabi se retira oficialmente de Ratt. Sin embargo su lugar fue reemplazado por Carlos Cavazo exguitarrista de Quiet Riot.
Lo último disponible que sacó la banda en formato DVD fue en el 2007 el Videos from The Cellar - The Atlantic Years que fue una compilacíón de casi todos sus videoclips y fue su nuevo recopilatorio Tell The World: The Very Best Of Ratt en CD, el cual fue lanzado también en el 2007.
La banda desde el 2007 empezó a hacer giras mundiales. Para el año 2009 la banda empezó a grabar un muevo álbum para los 2 siguientes meses con la agrupación de ese entonces Stephen Pearcy, Warren DeMartini, Robbie Crane, Bobby Blotzer y Carlos Cavazo. Dicho álbum se postergo para el 2010. Sin embargo continuaron con sus giras y tours.

### Infestation(2010 - 2012)
Después de 11 años de silencio se publicó el nuevo disco que se tituló Infestation, y fue lanzado a inicios de 2010. Warren DeMartini comentó que recoge nuevas pistas de sus clásicos ritmos ochenteros y que será una de las mejores producciones que la banda ha tenido durante toda su trayectoria musical, Bobby Blotzer, el baterista fundador de la banda, comentó que terminaron en febrero de grabar el álbum, dando a la luz su primer sencillo Best of Me.
El álbum se publicó oficialmente el 20 de abril de 2010, y fue apoyado por una gira mundial.
Ratt filmó un nuevo video para el sencillo "Best of Me", y se programó su lanzamiento radial el 22 de febrero de 2010. Este fue su primer vídeoclip desde "Nobody Rides For Free" en 1991, aspecto que aumentó la expectativa de los fanes y ahora su reciente segundo y nuevo video "Eat me Up Alive".
Durante el 2011, el cantante Stephen Pearcy se retira temporalmente de Ratt, debido a que el cantante realizó su proyecto solista "Suckerpunch", durante esta trayectoria los miembros restantes se quedaron inactivos.
Para el 2012 la banda se reagrupa para hacer giras por todo el mundo, debido a la acogida y el éxito que tuvo Infestation.

### Reunión con Juan Croucier (2012 - 2014)
El 25 de marzo del 2012 el bajista Robbie Crane anunció su retiro de la banda. Anterior a esto Warren DeMartini anunció que empezaron la grabación de un nuevo disco.
El 2 de mayo del 2012 el cantante Stephen Pearcy confirmó el regreso del bajista Juan Croucier a la banda para reemplazar a Robbie Crane quien se retiró en marzo del presente año debido a una propuesta para ser bajista en Lynch Mob.
El 12 de mayo del 2012, El Bajista Juan Croucier se reunió con Ratt y tocó con la banda en el festival de rock M3 en el Merriweather Post Pavillion de Maryland, Columbia (EE. UU.) por primera vez desde 1991.
En enero de 2013, el batero Bobby Blotzer con composición completa dijo que la preproducción de la banda estará al lado de Brian Howes, ya que se iniciaría en un futuro próximo un nuevo álbum con Juan Croucier después de más de 21 años sin grabar con su bajista original desde el Detonator en 1990.

### Tercera Ruptura, Hiato y disolución (2014 - 2015)
El Vocalista Stephen Pearcy anunció que este año el nuevo álbum de Ratt ya estaría saliendo a la luz a mediados del 2014.
Actualmente aún existe Ratt y la agrupación esta en cuestionamiento debido a que Bobby Blotzer se agrupó con otros integrantes con el mismo nombre de Ratt y esto está causando una disputa entre Warren DeMartini y Bobby Blotzer. Actualmente el futuro se Ratt esta en cuestión, debido a los pleitos entre DeMartini y Blotzer.

### Nuevo Ratt (2015—2016)

#### Divagaciones jurídicas dentro de la banda
En junio de 2015, con Ratt en pausa, Bobby Blotzer formó una banda llamada Ratt Experience de Bobby Blotzer para recorrer. En agosto de 2015, Juan Croucier formó una banda de gira en la que comienza a tocar temas de Ratt, con la banda que debutó en septiembre. En cuestión de días, Blotzer criticó a Croucier por utilizar el logotipo de la banda, argumentando una violación de derechos de autor.
En septiembre de 2015, Blotzer anunció que había "tomado el control" de Ratt y su alineación Ratt Experience es ahora el nuevo Ratt, y listo para emprender una gira en 2016. Sin embargo, en cuestión de días, Warren DeMartini habló en contra Blotzer por utilizar el nombre, como él es quien también tiene control sobre el nombre de Ratt, pero Blotzer afirma que tiene el derecho legal de hacerlo. En octubre de 2015, DeMartini demandó Blotzer por darle falsamente publicidad de su "banda tributo" como si fuera realmente la banda.
En noviembre de 2015, Bobby Blotzer acudió a los tribunales y ganó el derecho de usar el nombre Ratt. Ratt ha realizado ya varios espectáculos y muchos más que se añaden.
El 12 de abril de 2016, se anunció que el tribunal ha denegado la solicitud de Blotzer de todos los derechos de la banda por una orden de restricción temporal contra el bajista original de la banda, Juan Croucier, explicando que ninguna de las partes posee la marca registrada del grupo, ya que gran parte de la banda está dividida entre Stephen Pearcy y Warren DeMartini.
El 8 de diciembre de 2016, se reveló durante una entrevista con Blotzer y su abogado, que a pesar de que la reciente sentencia judicial declaró que Blotzer ya no puede usar el nombre de la banda, se descubrió que no se presentó durante la audiencia del jurado de los derechos, debido a que este creía que él tenía el 100% de los derechos del nombre.
El 23 de enero de 2017, el vocalista de Ratt, Joshua Alan renunció a Ratt para dedicarse a su propia carrera musical.
El 3 de febrero de 2017, el tribunal denegó la apelación de Blotzer en el caso de infracción del nombre de la banda Ratt. Croucier presentó una demanda en contra de Blotzer y fue accedida a una parte de los derechos del nombre de la banda.
El 5 de marzo de 2017 se anunció que el exvocalista de Quiet Riot, Seann Nicols, reemplazó a Joshua Alan en las voces.

### Actualidad 2018-presente
El 1 de junio de 2018, el vocalista Pearcy anunció que Ratt seguiría adelante con él y el bajista Croucier. Se confirmó que DeMartini había salido de Ratt, seguido por Cavazo y Degrasso. El 5 de julio de 2018, se reveló que a Pearcy y Croucier se les uniría el baterista de Black 'N Blue, Pete Holmes y los guitarristas Jordan. Ziff y Chris Sanders. En febrero de 2020, el guitarrista Chris Sanders anunció su salida de la banda, además de anunciar su retiro de la industria musical.
En marzo de 2020, la banda anunció que se embarcaría en el Big Rock Summer Tour a partir de junio, junto con Tom Keifer, Anthrax, Voivod y Skid Row. El 17 de junio, la gira fue cancelada debido a la pandemia de COVID-19. Poco después se anunció que Todos los shows de Ratt en 2020 fueron reprogramados para 2021. en septiembre El 11 de enero, Pearcy anunció que la nueva música de la banda no se lanzaría hasta 2021.
En enero de 2021, Pearcy expresó interés en hacer un último álbum de Ratt con todos los miembros originales restantes. El 26 de junio, Ratt anunció la incorporación del guitarrista Frankie Lindia miembro de David Lee Roth, reemplazando a Chris Sanders.
En septiembre de 2022, Pearcy reveló que solo querría continuar con Ratt con los compañeros restantes de la era clásica, pero que "eso no va a suceder". Dijo que reunirse con los miembros sería "prácticamente un negocio", pero que "no hay ningún negocio en el campo de Ratt". También reveló que se arrepintió de haber realizado una gira como Ratt solo con Croucier de la formación clásica y que continuaría tocando canciones de Ratt con su banda solista.

## Estilo musical
El estilo de Ratt se ha inspirado en otras bandas de heavy metal, hard rock doom metal y glam rock de la época, como lo podrían ser: Budgie, Accept, Blue Öyster Cult, Blue Cheer, Alice Cooper, Van Halen, Rush, Sweet, Rainbow, Scorpions, Black Sabbath, Kix, Quiet Riot,  Pentagram, Exodus, Marseille, Anvil, Mott the Hoople, Metallica, Samhain, Judas Priest, House of Heavy, Nazareth y Kiss, se fusiona su estilo con influencias de bandas de NWOBHM como Venom, Iron Maiden,  Saxon,  Raven, Praying Mantis, Holocaust y Pagan Altar.
En un estilo más maduro o evolucionado, incorporaron más tarde el blues rock y elementos del Doom metal en su música. La banda fue uno de los grupos de glam metal con un estilo peculiar, fue una de las primeras que aparecieron en la década de 1980 en California. Su imagen tiene similitudes a la de Rough Cutt, que tenían varios miembros que se encontraban previamente en Mickey Ratt (de la cual evolucionó a Ratt).
Entre las bandas que Ratt ha Influenciado están Vain, Alice In Chains, Dream Theater,  Tesla, Candlemass, Ghost, Sleep, Slipknot, Papa Roach, Metallica, Mudvayne, The Darkness, Trivium, Sum 41, Nitro, Sleep Token, Testament, Tankard, Of Mice & Men, Norma Jean, Adema, Evile, Crowbar, Dimmu Borgir, Nuclear Assault,Novembers Doom, Toxic Holocaust, Crush 40, Oathbreaker, System of a Down, Kittie, Heathen, Forbidden,Asking Alexandria, Spiritbox, Judas Iscariot, Samael, Marduk, Rotting Christ, Jinjer, Into Eternity, Infernäl Mäjesty, Judas Iscariot, EZO, Neuraxis, Gorguts, Down, Necrophagia, Lotus Eater, Nargaroth, Saint Vitus, Kataklysm, Karnivool, Saliva, Pretty Boy Floyd, Crazy Lixx, Santa Cruz, Death Angel, Gorgoroth, Therion,  Pantera, Winger, Draconian, Steelheart, Cathedral, Korn, Marilyn Manson, Slaughter, Mushroomhead, Deftones, Coal Chamber, Dangerous Toys entre otros.

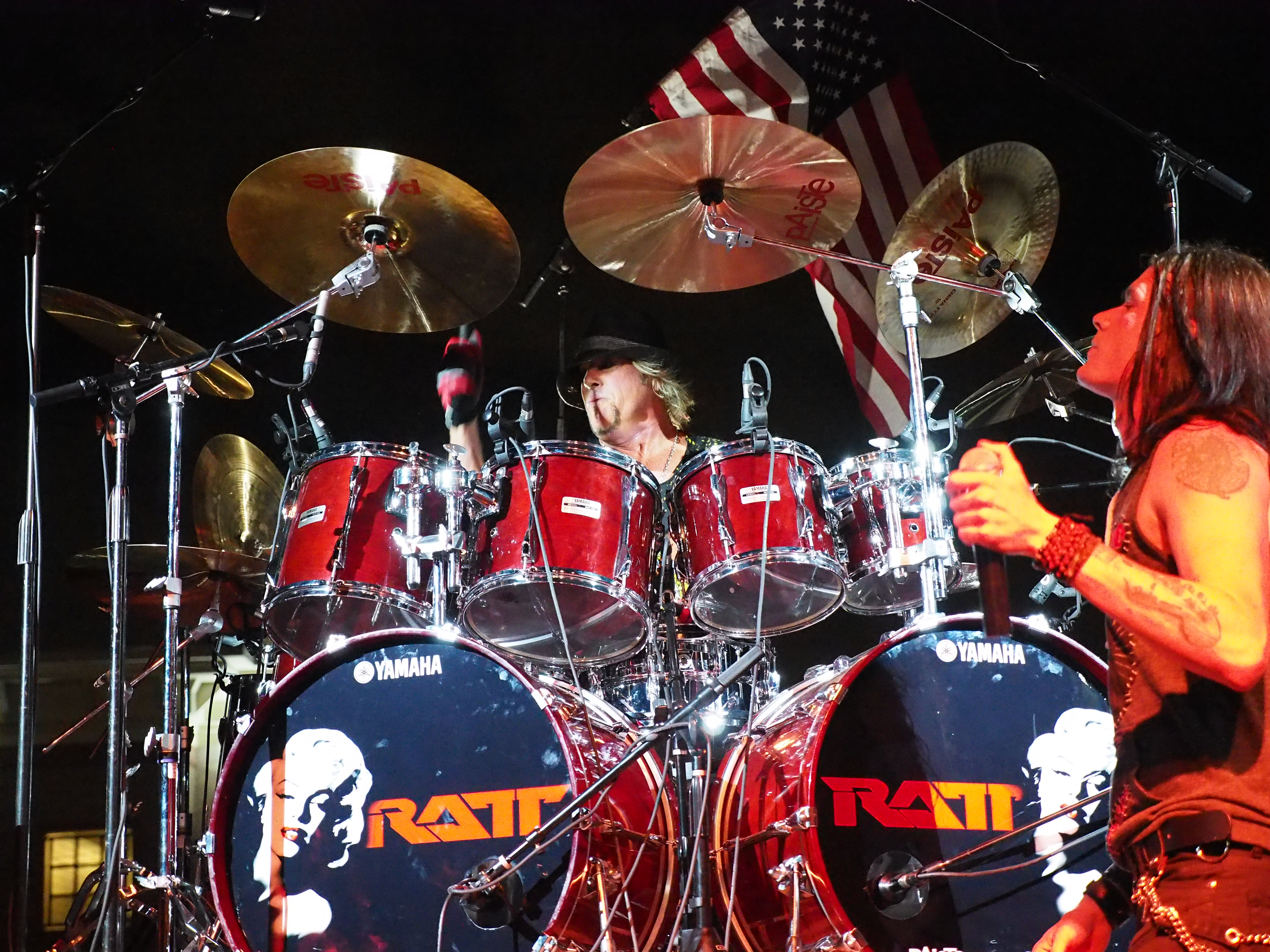
Bobby Blotzer

## Miembros

### Cronología de Ratt

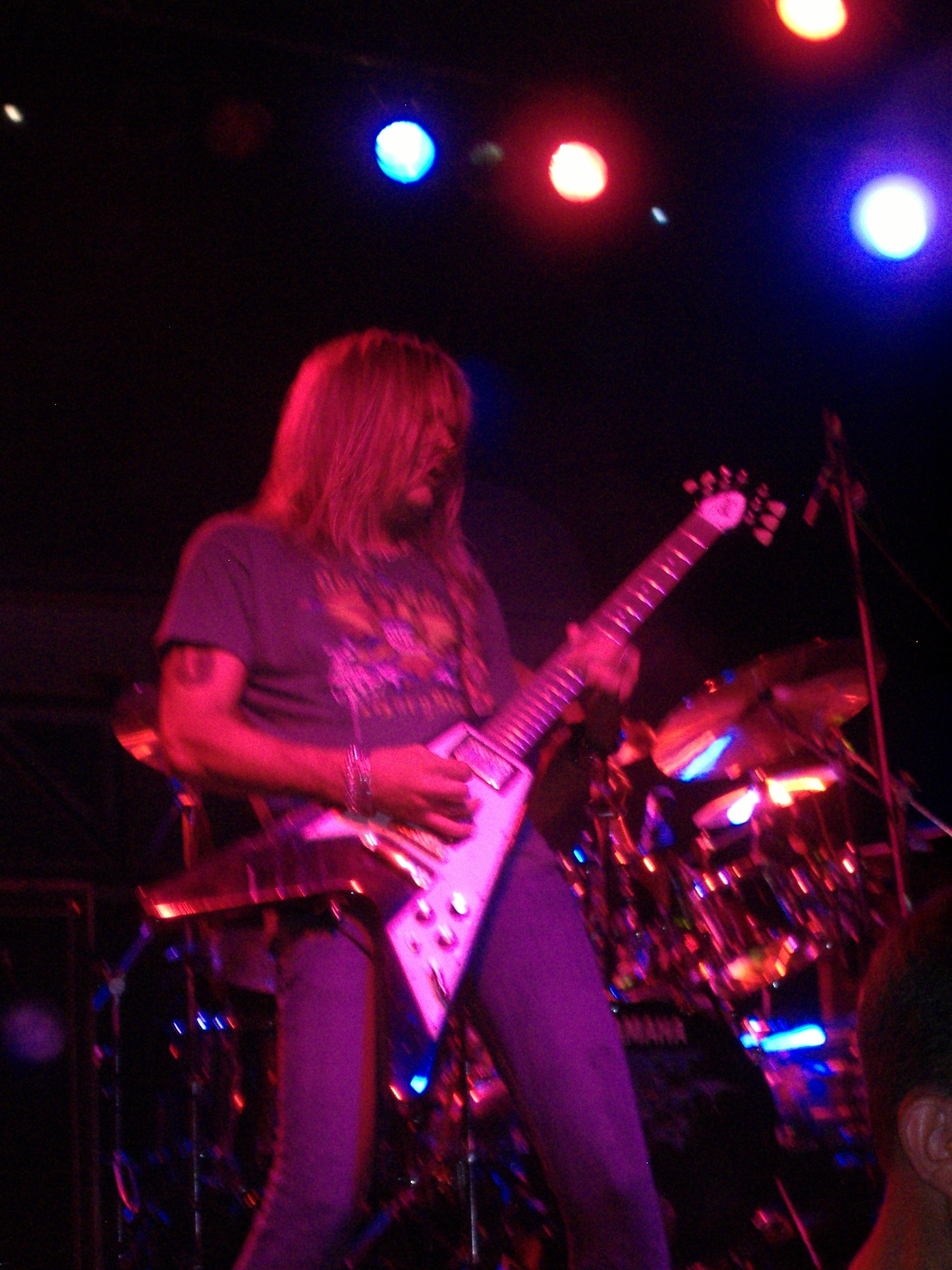
Carlos Cavazo (2011)

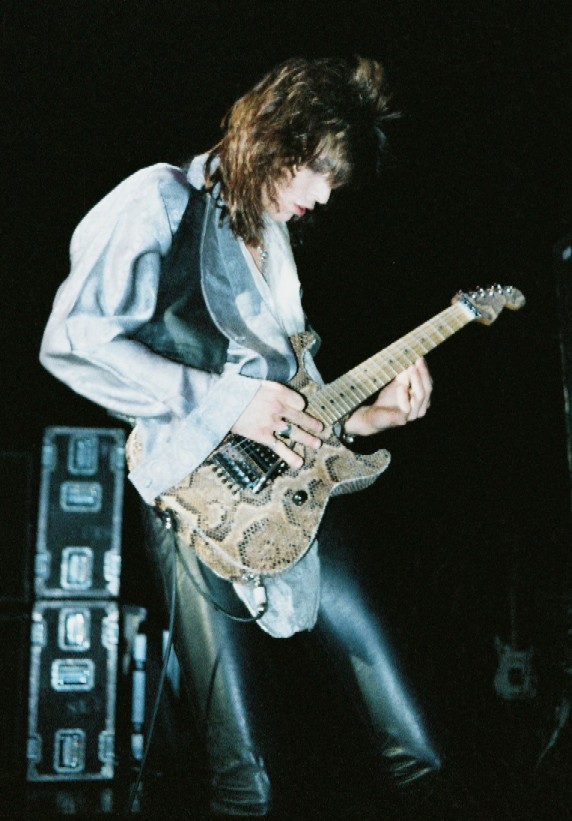
Warren DeMartini

Miembros de Gira

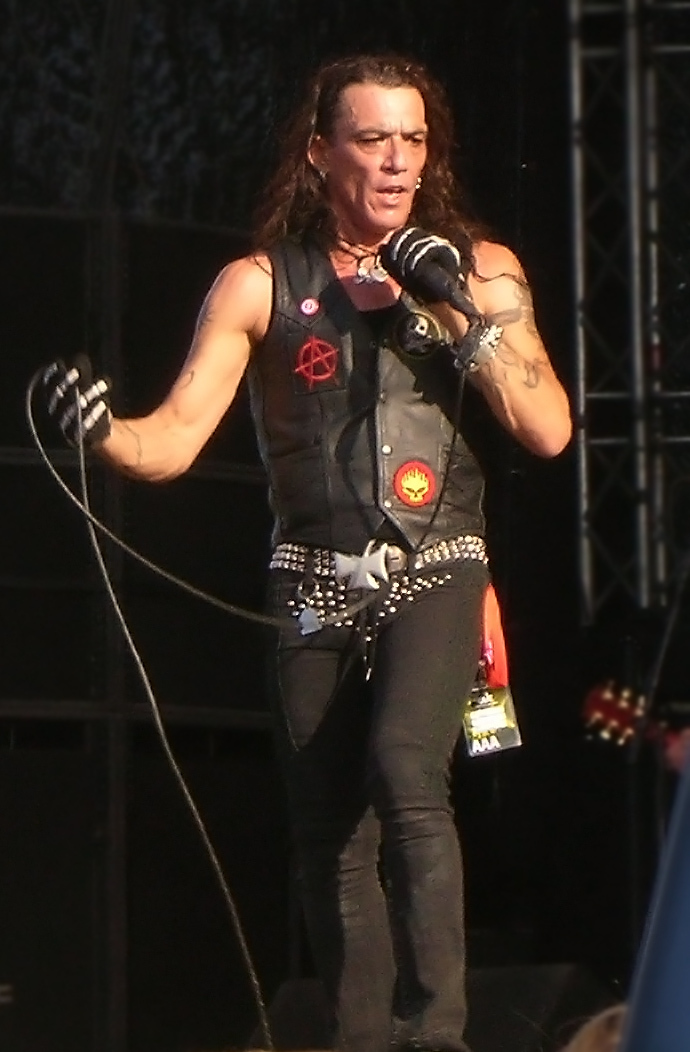
Stephen Pearcy(2008)

- Bob Marks – batería, percusión (1976–1980)
- Seth Faver – batería, percusión (1980)
- Dave De Ellis – guitarra principal y rítmica, coros (1981)
- Gene Hunter – bajo, coros (1981–1982)
- Khurt Maier – batería, percusión (1981–1982)
- Michael Schenker – guitarra principal y rítmica, coros (1991–1992)

Miembros anteriores
- Stephen Pearcy – voz líder (1977–1992, 1996–2000, 2006–2014, 2016–2022)
- Juan Croucier – bajo, coros (1982–1983, 1983–1992, 2012–2014, 2016–2022)
- Jordan Ziff – guitarra principal, coros (2018–2022)
- Chris Sanders – guitarra rítmica (2018–2022)
- Pete Holmes – batería, percusión (2018–2022)
- Bobby Blotzer – batería, percusión (1982–1992, 1996–2014)
- Chris Hager - guitarra principal y rítmica (1976–1981)
- Matt Thorr - bajo (1976–1981)
- Dave Alford - batería, percusión (1976–1981)
- Jake E. Lee - guitarra principal y rítmica (1980–1981)
- Bob Delellis - guitarra principal y rítmica (1980-1981)
- Marq Torien - guitarra principal y rítmica (1982)
- Joey Cristofanilli – bajo, coros (1983)
- Robbin Crosby † (1959-2002) - guitarra principal y rítmica, coros (1981–1991)
- Keri Kelli - guitarra principal y rítmica (1999)
- Jizzy Pearl – voz principal (2000–2006)
- John Corabi - guitarra principal y rítmica (2000–2008)
- Robbie Crane - bajo, coros (1996–2012)
- Michael "Doc" Ellis – guitarra principal y rítmica (2015–2016)
- Scott Griffin – bajo, coros (2015–2016)
- Blaze – guitarra principal y rítmica (2015–2016)
- Joshua Alan – voz, principal (2015–2017)

## Discografía
Álbumes de estudio
- Out of the Cellar (1984)
- Invasion of your Privacy (1985)
- Dancing Undercover (1986)
- Reach for the Sky (1988)
- Detonator (1990)
- Ratt & Roll '81 - '91 (1991)
- Collage (1997)
- Ratt (1999)
- Infestation (2010)

### EP
- Ratt (EP) (1983)